# Йозеф Тифенталер
Йозеф Тифенталер (на немски: Joseph Tiefenthaler, или Tieffenthaler, Tieffentaller) е австрийски мисионер-йезуит, изследовател на Индия.

## Произход и ранни години (1710 – 1744)
Роден е на 27 август 1710 година в Бозен, Австрийска империя (днес Болцано, Италия). Не е известно много за ранния му живот и обучението му, освен че прекарва две години в Испания и на 9 октомври 1729 г. е приет в Обществото на Исус.
През 1740 г. заминава на мисия в Индия и остава там до края на живота си. В началото пребивава в Гоа, а след това е назначен за директор на йезуитската гимназия в Агра. По време на своето многогодишно пребиваване в Индия извършва множество пътешествия по страната, като става един от най-ревностните географи-ентусиасти сред мисионерското братство в Индия.

## Изследователска дейност (1744 – 1770)

### Експедиции в Индия (1744 – 1751)
През 1744 – 1747 г. от Камбейския залив проследява на север източните склонове на хребета Аравали.
През 1750 – 1751 г. пресича от север на юг платото Малва и достигайки до Камбейския залив, отново продължава на север, като пресича множество реки извиращи от хребета Аравали и губещи се в пустинята Тар. По време на своите пътувания определя координатите на редица астрономически пунктове.

### Изследване на река Ганг (1765 – 1770)
През 1759 португалският крал забранява дейността на йезуитските мисионери в своите индийски колонии. Членовете на ордена, мисионери от различни националности, са арестувани и изгонени от португалските колонии. Сред тях е и Йозеф Тифенталер, и той, заедно с много други, се насочва към Северна Индия. Разбирайки, че без силен покровител, той и другите йезуити през 1765 г. се обръщат за помощ към администрацията на Британската Източноиндийска компания в Калкута, където получава задача да изследва до изворите им редица леви притоци на Ганг между 80° и 84° и.д. През октомври 1765 с малка лодка се изкачва по Ганг от Калкута до устието на Джамна. По време на плаването с компас в ръка той засича всички завои на реката на протежение над 1000 км. В град Лакнау организира база за своите експедиции и от 1765 до 1770 заснема и картира над 20 леви притоци на Ганг между 80º и 84º и.д., в т.ч. реките Гомати (дължина около 800 км) и Гхагхра (около 950 км). Специално обучените от него индийци са изпратени да заснемат горните течения на тези притоци.
Резултатът от тази петгодишна дейност е книгата: „Cursus Gangæ fluvi Indiæ maximi, inde Priaga seu Elahbado Calcuttam usque ope acus magneticæ exploratus atque litteris mandatus aJ. T. S. J. (1765)“.

### Резултати от експедициите
Главният принос на Тифенталер за географията на Индия е считаният за шедьовър от неговите съвременници труд „Descriptio Indiæ“ (в превод „Описание на Индия“). В този труд, обхващащ целия живот на Индия, централно място е отредено на географската характеристика на всичките 23 провинции и преди всичко, техните речни системи, като теченията им са описани от изворите до устията им. Освен това трудът му съдържа описание на градове, крепости и малки селища. Описанието е съпроводено с голям брой карти, планове и скици съставени от самия него, на базата на астрономическите му наблюдения.

## Следващи години (1770 – 1785)
След завръщането си в Агра през 1778 г., Тифенталер получава вестта, че Орденът на йезуитите е забранен от папа Климент XIV и той остава в Индия.
Умира на 5 юли 1785 година в Лакнау, Индия, на 74-годишна възраст. Погребан е в мисионерското гробище в Агра.